# 박종기 (1948년)
박종기(朴宗基, 1948년 3월 19일~)은 대한민국의 공무원 출신 정치인이다. 제13대 강원도 태백시장(민선 4기, 2006~2010)을 지냈다.

## 약력
- 1948.03.19: 강원도 삼척군 상장면(2023년 기준, 강원특별자치도 태백시) 출생
- 1965.03~1968.02: 북평고등학교

## 경력
- 1967년: 삼척군 장성읍(현 태백시)에서 공직시작
- 1981년: 태백시 설치추진단 서무 시정계장
- 태백시 총무·공보·민방위·세무·사회·광산 과장
- 태백시 광산담당관
- 태백시 사회산업국 국장
- 강원도청 총무담당관·예결전문위원
- 태백시 부시장
- 태백시 관광개발 공사 사장
- 주식회사 강원랜드 이사
- 태백시체육회 부회장
- 황지초등학교 운영위원장
- 태백시 워킹협회 수석부회장
- 친절운동본부 강원도 회장
- 2006.07~2010.06 : 제13대 태백시장(민선, 한나라당)

## 논란

### 비리
이임식 이후인 2012년 6월 21일, 뇌물수수와 횡령 혐의가 드러났다. 그 뒤 2012년 11월 23일, 선고공판에서 징역 1년 실형과 추징금 1천만 원이 선고됐다. 그러나 2013년 4월 17일, 항소가 기각됐다.

## 역대 선거 결과
|  | 45.98% |

|  | 34.52% |